# Mount Gay-Shamrock
Mount Gay-Shamrock es un lugar designado por el censo ubicado en el condado de Logan, en el estado estadounidense de Virginia Occidental. En el Censo de 2010 tenía una población de 1779 habitantes y una densidad de 90,87 personas por km².

## Geografía
Mount Gay-Shamrock se encuentra ubicado en las coordenadas 37°51′3″N 82°1′23″O / 37.85083, -82.02306. Según la Oficina del Censo de los Estados Unidos, Mount Gay-Shamrock tiene una superficie total de 19.58 km², de la cual 19.55 km² corresponden a tierra firme y (0.15%) 0.03 km² es agua.

## Demografía
Según el censo de 2010, había 1779 personas residiendo en Mount Gay-Shamrock. La densidad de población era de 90,87 hab./km². De los 1779 habitantes, Mount Gay-Shamrock estaba compuesto por el 92.41% blancos, el 6.69% eran afroamericanos, el 0.17% eran amerindios, el 0.06% eran asiáticos, el 0.06% eran de otras razas y el 0.62% pertenecían a dos o más razas. Del total de la población el 1.24% eran hispanos o latinos de cualquier raza.